# Domo (robot)
Domo es un robot experimental realizado por el MIT,  diseñado para interactuar con los humanos. La idea original de Jeff Weber y Aaron Edsinger, cofundadores de Meka Robotics, proviene de la frase del japonés"muchas gracias", domo arigato, así como la canción de Styx "Mr. Roboto". El proyecto Domo fue financiado originalmente por la NASA y ahora se ha sumado Toyota en la financiación del desarrollo del robot.

## Propósito
Domo fue creado para poner a prueba muchos circuitos robóticos y comandos que son muy complejos.